# بلک‌بر (موسیقی‌دان)
بلک‌بیر (انگلیسی: blackbear؛ با نام اصلی Matthew Tyler Musto؛ زادهٔ ۲۷ نوامبر ۱۹۹۰) رپر، ترانه‌سرا، و تهیه‌کننده موسیقی اهل ایالات متحده آمریکا است. وی از سال ۲۰۰۶ میلادی تاکنون مشغول فعالیت بوده‌است. وی با جاستین بیبر، جی-ایزی، مایک پوزنر، مشین گان کلی، بیلی ایلیش، فارل ویلیامز، مایلی سایرس و لینکین پارک همکاری داشته‌است. وی از نویسندگان ترانه دوست‌پسر است که در چارت آمریکا به رتبه دو رسید. از ترانه‌های معروف وی idgf و دو ر می است.

## آلبوم شناسی
Deadroses (2015)●
Help (2015)●
Digital Druglord (2017)●
Anonymous (2019)●
●Everything Means Nothing (2020)
In Loving Memory (2022)●

## فیلم شناسی
| سال  | فیلم      | نقش  | Notes |
| ---- | --------- | ---- | ----- |
| ۲۰۲۱ | سقوط بالا | خودش | [ ۱ ] |

## تهیه کنندگی و نوشتن شعر
بلک‌برد علاوه بر موسیقی خود، برای بسیاری از هنرمندان محبوب تولید و نوشته است. او با هنرمندان موسیقی متعددی مانند جاستین بیبر، جی ایزی، مایک پوسنر، آل تایم لو، نیک جوناس، ماشین گان کلی، الی گولدینگ، کامرون، گوچی مان، 2 چینز، مد سان، ریورز کومو، لینکین همکاری کرده است. پارک، بیلی آیلیش، فارل ویلیامز، مایلی سایرس، مایک شینودا، چارلی پوث, Tiny Meat Gang و Maroon.  او در نویسندگی « دوست پسر » توسط جاستین بیبر، در کنار مایک پوسنر، که در رتبه دوم بیلبورد هات 100 قرار گرفت، همکاری کرد. او همچنین آهنگ عنوان آلبوم This Things Happen G-Eazy را تولید کرد و همچنین در آلبوم حضور داشت.

## زندگینامه
بلک‌برد در دیتونا بیچ، فلوریدا به دنیا آمد و در کودکی به پالم کوست نقل مکان کرد. پدرش ایتالیایی تبار است. او گفته است که بسیاری از اعضای خانواده‌اش اهل پیتستون، پنسیلوانیا هستند . در کلاس چهارم، از طریق رانسید، Blink-182 ، و گروه‌هایی مانند نیو فوند گلوری و Alkaline Trio که پرستار کودکش به او معرفی کرد، به موسیقی علاقه مند شد.